# Loxilobus bantu
Loxilobus bantu är en insektsart som beskrevs av Rehn, J.A.G. 1930. Loxilobus bantu ingår i släktet Loxilobus och familjen torngräshoppor. Inga underarter finns listade i Catalogue of Life.